# Giải bóng đá Vô địch U-21 Quốc gia Việt Nam
Giải bóng đá Vô địch U-21 Quốc gia (trước đây được gọi là Giải bóng đá U-21 Quốc gia) là giải đấu bóng đá quốc gia thường niên dành cho lứa tuổi dưới 21 do Liên đoàn bóng đá Việt Nam tổ chức.
Giải đấu ra mắt vào năm 1997 với tên gọi Giải bóng đá U-22 Quốc gia, dưới sự hợp tác của VFF và báo Thanh Niên, sau đó được đổi tên thành giải U-21 Quốc gia kể từ năm 1998. Năm 2024, báo Thanh Niên đã rút lui khỏi việc đồng tổ chức các giải U-21 và U-19 Quốc gia.

## Các đội đoạt huy chương
| Năm                                   | Nơi đăng cai          | Chung kết                    | Chung kết   | Chung kết                          | Hạng ba                                      |
| Năm                                   | Nơi đăng cai          | Vô địch                      | Tỷ số       | Á quân                             | Hạng ba                                      |
| ------------------------------------- | --------------------- | ---------------------------- | ----------- | ---------------------------------- | -------------------------------------------- |
| Giải bóng đá U-22 Quốc gia (1997)     |                       |                              |             |                                    |                                              |
| 1997                                  | Hà Nội                | Câu lạc bộ Quân đội          | 2–1         | Thành phố Hồ Chí Minh              | Bình Dương và Đồng Tháp                      |
| Giải bóng đá U-21 Quốc gia (1998–nay) |                       |                              |             |                                    |                                              |
| 1998                                  | Thành phố Hồ Chí Minh | Thể Công (2)                 | 1–0         | Đồng Tháp                          | Thành phố Hồ Chí Minh                        |
| 1999                                  | Đà Nẵng               | Thể Công (3)                 | 1–0         | Đà Nẵng                            | Gạch Đồng Tâm                                |
| 2000                                  | Thành phố Hồ Chí Minh | Sông Lam Nghệ An             | 3–2         | Gạch Đồng Tâm                      | Công an Thành phố Hồ Chí Minh                |
| 2001                                  | Đà Nẵng               | Sông Lam Nghệ An (2)         | 1–0         | Đà Nẵng                            | Nam Định                                     |
| 2002                                  | Đà Nẵng               | Sông Lam Nghệ An (3)         | 1–0         | Thành phố Hồ Chí Minh              | Gạch Đồng Tâm                                |
| 2003                                  | An Giang              | Đà Nẵng                      | 1–0         | Sông Lam Nghệ An                   | An Giang và Đồng Tháp                        |
| 2004                                  | Gia Lai               | Sông Đà Nam Định             | 1–0         | Khánh Hòa                          | PJICO Sông Lam Nghệ An và Delta Đồng Tháp    |
| 2005                                  | Bình Định             | Hoa Lâm Bình Định            | 1–0         | LG, Hà Nội. ACB                    | Thể Công và Sông Đà Nam Định                 |
| 2006                                  | Đà Nẵng               | Thép Pomina Tiền Giang       | 3–2         | Hoàng Anh Gia Lai                  | Bình Định và Mikado Nam Định                 |
| 2007                                  | Khánh Hòa             | Khatoco Khánh Hòa            | 2–1         | Tài chính Dầu khí Sông Lam Nghệ An | Giày Thành Công An Giang và PISICO Bình Định |
| 2008                                  | Bình Định             | SHB Đà Nẵng (2)              | 1–0         | Thành phố Hồ Chí Minh              | An Đô An Giang và Khatoco Khánh Hòa          |
| 2009                                  | Bình Dương            | SHB Đà Nẵng (3)              | 0–0 (4–2 p) | Becamex Bình Dương                 | T&T Hà Nội và Than Quảng Ninh                |
| 2010                                  | Gia Lai               | Đồng Nai Berjaya             | 3–3 (4–3 p) | Sông Lam Nghệ An                   | Hoàng Anh Gia Lai và SQC Bình Định           |
| 2011                                  | Bình Dương            | Nam Định (2)                 | 1–1 (5–4 p) | Becamex Bình Dương                 | Sông Lam Nghệ An và Đồng Nai                 |
| 2012                                  | Ninh Thuận            | Sông Lam Nghệ An (4)         | 2–0         | Ninh Thuận                         | Khatoco Khánh Hòa và Than Quảng Ninh         |
| 2013                                  | Hải Phòng             | Hà Nội T&T                   | 2–0         | Vĩnh Long                          | Sông Lam Nghệ An và Vicem Hải Phòng          |
| 2014                                  | Cần Thơ               | Sông Lam Nghệ An (5)         | 1–0         | Hà Nội T&T                         | Tập đoàn Cao su Đồng Tháp và SHB Đà Nẵng     |
| 2015                                  | Thành phố Hồ Chí Minh | Hà Nội T&T (2)               | 2–1         | An Giang                           | Thành phố Hồ Chí Minh và Bình Định           |
| 2016                                  | Quảng Ninh            | Hà Nội T&T (3)               | 2–1         | Sanna Khánh Hòa                    | Hoàng Anh Gia Lai và Than Quảng Ninh         |
| 2017                                  | Bình Dương            | Hoàng Anh Gia Lai            | 3–0         | Viettel                            | Sông Lam Nghệ An và Becamex Bình Dương       |
| 2018                                  | Thừa Thiên Huế        | Hà Nội (4)                   | 1–0         | Becamex Bình Dương                 | Hoàng Anh Gia Lai và Viettel                 |
| 2019                                  | Gia Lai               | Hà Nội (5)                   | 1–0         | Phố Hiến                           | Hồng Lĩnh Hà Tĩnh và Đồng Tháp               |
| 2020                                  | Khánh Hòa             | Viettel (4)                  | 1–0         | Sông Lam Nghệ An                   | Nam Định và Đồng Tháp                        |
| 2021                                  | Hưng Yên              | Học viện Nutifood            | 1–0         | Hà Nội                             | PVF và Hoàng Anh Gia Lai                     |
| 2022                                  | Nghệ An và Hà Tĩnh    | Hà Nội (6)                   | 1–0         | Becamex Bình Dương                 | Viettel và Đông Á Thanh Hóa                  |
| 2023                                  | Nghệ An và Thanh Hóa  | PVF–CAND                     | 1–1 (5–4 p) | Sông Lam Nghệ An                   | SHB Đà Nẵng và Hà Nội                        |
| 2024                                  | Hà Nội và Hưng Yên    | LPBank Hoàng Anh Gia Lai (2) | 0–0 (4–2 p) | PVF                                | Quảng Nam và Đông Á Thanh Hóa                |
| 2025                                  | Thành phố Hồ Chí Minh | PVF                          | 1–0         | Thể Công – Viettel                 | Hà Nội và Thành phố Hồ Chí Minh              |

## Các đội từng tham dự

### Thống kê thành tích
Dưới đây là thành tích cụ thể của các đội bóng từng tham dự giải đấu qua các năm.
Lưu ý: Bảng này chủ yếu chỉ liệt kê các đội bóng là đại diện chính thức của các địa phương hoặc bộ/ngành, một số đội bóng nhỏ với số lần tham dự ít hoặc có thành tích hạn chế sẽ không được liệt kê trong bảng này.
| Đội bóng              | 97  | 98  | 99  | 00  | 01  | 02  | 03  | 04  | 05  | 06  | 07  | 08  | 09  | 10  | 11  | 12  | 13  | 14  | 15  | 16  | 17  | 18  | 19  | 20  | 21  | 22  | 23  | 24  | 25  | Tổng |
| --------------------- | --- | --- | --- | --- | --- | --- | --- | --- | --- | --- | --- | --- | --- | --- | --- | --- | --- | --- | --- | --- | --- | --- | --- | --- | --- | --- | --- | --- | --- | ---- |
| An Giang              | ×   | ?   | ?   | ?   | 4th | VB  | BK  | •   | •   | •   | BK  | BK  | •   | VB  | ×   | •   | ×   | •   | 2nd | VB  | VB  | •   | ×   | ×   | ×   | ×   | ×   | ×   | ×   | 9    |
| Bình Định             | ×   | VB  | VB  | •   | •   | VB  | •   | •   | 1st | BK  | BK  | VB  | •   | BK  | •   | •   | •   | •   | BK  | ×   | •   | •   | •   | ×   | ×   | ×   | ×   | ×   | •   | 9    |
| Bình Phước            | ×   | ?   | ?   | ?   | ×   | ×   | ×   | ×   | ×   | ×   | ×   | ×   | ×   | •   | ×   | ×   | •   | •   | •   | •   | •   | •   | ×   | ×   | ×   | ×   | ×   | VB  | ×   | 1    |
| Bình Thuận            | ×   | VB  | ?   | ?   | ×   | ?   | ×   | ?   | ×   | •   | ×   | ×   | •   | •   | •   | •   | ×   | ×   | ×   | ×   | ×   | ×   | ×   | ×   | ×   | ×   | ×   | •   | ×   | 1    |
| Becamex TP.HCM        | BK  | ?   | ?   | ?   | •   | •   | VB  | •   | VB  | •   | •   | •   | 2nd | •   | 2nd | ×   | ×   | •   | •   | •   | BK  | 2nd | ×   | ×   | •   | 2nd | ×   | ×   | ×   | 8    |
| Cà Mau                | ×   | ?   | ?   | ?   | ×   | ?   | •   | ?   | VB  | VB  | •   | •   | •   | ×   | ×   | ×   | ×   | ×   | ×   | ×   | ×   | ×   | ×   | ×   | ×   | ×   | ×   | ×   | ×   | 2    |
| Cần Thơ               | ×   | ?   | ?   | ?   | •   | ?   | •   | ?   | •   | •   | •   | •   | •   | •   | •   | •   | •   | VB  | •   | •   | •   | ×   | ×   | ×   | ×   | •   | •   | •   | ×   | 1    |
| Công an Nhân dân      |     |     |     |     |     |     |     |     |     |     |     | ×   | •   | •   | ×   | ×   | ×   | ×   | ×   | ×   | ×   | ×   | •   | VB  | ×   | •   |     |     |     | 1    |
| Công an TP.HCM (1979) | ×   | ?   | VB  | 3rd | •   |     |     |     |     |     |     |     |     |     |     |     |     |     |     |     |     |     |     |     |     |     |     |     |     | 2    |
| Công an TP.HCM (2025) | 2nd | 3rd | ?   | ?   | ×   | 2nd | ×   | ×   | ×   | ×   | ×   | 2nd | VB  | •   | ×   | ×   | VB  | •   | BK  | ×   | •   | •   | VB  | ×   | •   | •   | VB  | VB  | BK  | 11   |
| Đà Nẵng               | ×   | ?   | 2nd | VB  | 2nd | 4th | 1st | VB  | VB  | VB  | VB  | 1st | 1st | VB  | •   | VB  | VB  | BK  | VB  | ×   | •   | ×   | •   | •   | VB  | TK  | BK  | TK  | TK  | 21   |
| Đắk Lắk               | ×   | ?   | ?   | ?   | ×   | ?   | •   | ?   | ×   | ×   | •   | •   | •   | •   | •   | •   | •   | •   | •   | •   | •   | VB  | •   | •   | ×   | ×   | VB  | •   | VB  | 3    |
| Đồng Nai              | ×   | ×   | ×   | ×   | ×   | ×   | ×   | ×   | ×   | •   | ×   | VB  | •   | 1st | BK  | •   | •   | •   | •   | •   | •   | •   | •   | ×   | •   | •   | •   | •   | •   | 3    |
| Đồng Tháp             | BK  | 2nd | 4th | •   | •   | •   | BK  | BK  | •   | •   | •   | •   | •   | •   | VB  | VB  | VB  | BK  | •   | VB  | VB  | •   | BK  | BK  | •   | VB  | •   | TK  | VB  | 16   |
| Hải Phòng             | TK  | 4th | VB  | 4th | •   | •   | VB  | ?   | •   | •   | •   | •   | •   | •   | •   | •   | BK  | ×   | ×   | ×   | ×   | ×   | ×   | ×   | ×   | •   | ×   | ×   | ×   | 6    |
| Hải quan              | ×   | ?   | ?   | VB  | VB  |     |     |     |     |     |     |     |     |     |     |     |     |     |     |     |     |     |     |     |     |     |     |     |     | 2    |
| Hà Nội (1956)         |     |     |     |     | VB  | •   | VB  | •   | 2nd | •   | •   | •   | •   | •   | •   | •   |     |     |     |     |     |     |     |     |     |     |     |     |     | 3    |
| Hà Nội (1956)         | TK  | ?   | ?   | ?   | ×   | ×   | ×   | ×   | ×   | ×   | ×   | ×   | ×   | ×   | ×   | •   | •   |     |     |     |     |     |     |     |     |     |     |     |     | 1    |
| Hà Nội (2006)         |     |     |     |     |     |     |     |     |     |     | •   | ×   | BK  | •   | •   | •   | 1st | 2nd | 1st | 1st | ×   | 1st | 1st | •   | 2nd | 1st | BK  | TK  | BK  | 12   |
| Hoàng Anh Gia Lai     | TK  | ?   | ?   | ?   | ×   | •   | •   | VB  | •   | 2nd | •   | •   | VB  | BK  | VB  | •   | •   | VB  | VB  | BK  | 1st | BK  | VB  | •   | BK  | TK  | •   | 1st | TK  | 16   |
| Học viện Nutifood     |     |     |     |     |     |     |     |     |     |     |     |     |     |     |     |     |     |     | ×   | ×   | ×   | ×   | ×   | ×   | 1st | VB  | ×   | ×   | ×   | 2    |
| Hồng Lĩnh Hà Tĩnh     | ×   | ?   | ?   | ?   | •   | ?   | ×   | ×   | ×   | ×   | ×   | •   | •   | •   | ×   | ×   | ×   | ×   | ×   | ×   | ×   | ×   | BK  | ×   | ×   | TK  | ×   | ×   | ×   | 2    |
| Huế                   | ×   | ?   | ?   | ?   | VB  | •   | •   | •   | •   | VB  | •   | VB  | ×   | ×   | ×   | •   | •   | •   | VB  | ×   | VB  | VB  | ×   | ×   | •   | ×   | •   | •   | •   | 6    |
| Khánh Hòa             | ×   | ?   | ?   | ?   | •   | •   | •   | 2nd | •   | •   | 1st | BK  | VB  | •   | •   | BK  | •   | VB  | VB  | 2nd | •   | •   | VB  | VB  | •   | VB  | VB  | •   | ×   | 12   |
| Kon Tum               | ×   | ×   | ×   | ×   | ×   | ×   | ×   | ×   | ×   | ×   | ×   | ×   | ×   | ×   | ×   | ×   | ×   | ×   | ×   | ×   | ×   | ×   | ×   | ×   | ×   | ×   | TK  | ×   | ×   | 1    |
| Lâm Đồng              | ×   | ?   | ?   | ?   | •   | •   | VB  | ?   | ×   | ×   | ×   | •   | ×   | •   | ×   | •   | ×   | ×   | •   | ×   | ×   | ×   | ×   | ×   | ×   | ×   | ×   | VB  | ×   | 2    |
| Long An               | ×   | ?   | 3rd | 2nd | VB  | 3rd | •   | •   | •   | •   | VB  | •   | •   | VB  | VB  | VB  | •   | •   | •   | VB  | •   | VB  | •   | VB  | ×   | •   | TK  | VB  | ×   | 13   |
| Nam Định              | ×   | ?   | ?   | ?   | 3rd | VB  | •   | 1st | BK  | BK  | VB  | VB  | •   | VB  | 1st | VB  | •   | •   | •   | ×   | ×   | •   | •   | BK  | VB  | ×   | ×   | ×   | ×   | 12   |
| Ninh Thuận            | ×   | ×   | ×   | ×   | ×   | ×   | ×   | ×   | ×   | ×   | ×   | ×   | ×   | ×   | ×   | 2nd | ×   | ×   | ×   | ×   | ×   | ×   | ×   | ×   | ×   | ×   | ×   | ×   | ×   | 1    |
| PVF                   |     |     |     |     |     |     |     |     |     |     |     |     | ×   | ×   | ×   | ×   | ×   | ×   | •   | VB  | VB  | ×   | ×   | ×   | BK  | ×   | ×   | 2nd | 1st | 5    |
| PVF–CAND              |     |     |     |     |     |     |     |     |     |     |     |     |     |     |     |     |     |     |     |     |     |     | 2nd | VB  | ×   | •   | 1st | ×   | TK  | 4    |
| Quảng Nam             | ×   | VB  | ?   | ?   | •   | ?   | ×   | ?   | •   | •   | •   | ×   | •   | •   | ×   | ×   | ×   | •   | •   | •   | •   | ×   | ×   | ×   | •   | ×   | ×   | BK  | •   | 2    |
| Quảng Ninh            | ×   | ?   | VB  | ×   | ×   | ×   | ×   | ×   | ×   | •   | •   | •   | BK  | •   | •   | BK  | •   | •   | •   | BK  | ×   | •   | ×   | ×   | ×   |     |     |     |     | 4    |
| Sông Lam Nghệ An      | TK  | ×   | ×   | 1st | 1st | 1st | 2nd | BK  | •   | •   | 2nd | •   | •   | 2nd | BK  | 1st | BK  | 1st | •   | •   | BK  | VB  | •   | 2nd | VB  | L   | 2nd | •   | TK  | 19   |
| Tây Ninh              | ×   | ?   | ?   | ?   | •   | •   | •   | ?   | ×   | •   | •   | •   | •   | •   | ×   | ×   | •   | •   | ×   | ×   | ×   | ×   | ×   | •   | ×   | •   | VB  | •   | VB  | 2    |
| Thanh Hóa             | ×   | VB  | ?   | L   | •   | •   | •   | •   | •   | •   | •   | •   | •   | ×   | ×   | ×   | ×   | •   | •   | •   | •   | ×   | ×   | ×   | •   | BK  | TK  | BK  | •   | 5    |
| Thể Công              | 1st | 1st | 1st | ••  | •   | VB  | •   | •   | BK  | •   | •   | •   | •   | •   | ×   | ×   | VB  | ×   | •   | •   | 2nd | BK  | VB  | 1st | VB  | BK  | TK  | TK  | 2nd | 15   |
| Tiền Giang            | ×   | ?   | ?   | VB  | •   | •   | •   | •   | ×   | 1st | VB  | •   | VB  | •   | •   | ×   | ×   | ×   | ×   | •   | •   | •   | ×   | ×   | ×   | •   | •   | •   | ×   | 4    |
| TP.HCM                | ×   | ×   | ×   | ?   | ×   | ?   | ×   | ?   | ×   | ×   | ×   | ×   | ×   | ×   | •   | •   |     |     |     |     |     | ×   | ×   | ×   | ×   | ×   | ×   | ×   | VB  | 1    |
| Vĩnh Long             | ×   | ?   | ?   | ?   | •   | •   | •   | •   | ×   | •   | •   | •   | •   | •   | ×   | •   | 2nd | VB  | •   | ×   | ×   | ×   | •   | •   | ×   | ×   | ×   | ×   | •   | 2    |

1. ↑  Tính cả thành tích của Bình Dương trước 2025.
2. ↑  Tính cả thành tích của Cảng Sài Gòn trước năm 2009, Năng khiếu Thành phố Hồ Chí Minh năm 2022 và Thành phố Hồ Chí Minh trước 2025.
3. ↑  Tính cả thành tích của Khánh Hòa cũ trước năm 2012.
4. ↑  Tính cả thành tích của Phố Hiến trước năm 2023.
5. ↑  Tính cả thành tích của Thanh Hóa cũ trước năm 2010.
6. ↑  Tính cả thành tích của Câu lạc bộ Quân đội trước năm 2009 và Viettel trước năm 2023.
7. ↑  Tính cả thành tích của Bà Rịa – Vũng Tàu trước năm 2024 và Câu lạc bộ bóng đá Thành phố Hồ Chí Minh năm 2025.

Chú thích:
- 1st – Vô địch
- 2nd – Á quân
- 3rd – Hạng ba
- 4th – Hạng tư
- BK – Bán kết (đồng hạng ba)
- TK – Tứ kết
- VB – Vòng bảng
- q – Vượt qua vòng loại cho mùa giải tới
- L – Bị loại
- ••  – Vượt qua vòng loại nhưng sau đó rút lui
- •  – Không vượt qua vòng loại
- ×  – Không tham dự
- ×  – Rút lui/bỏ cuộc/bị cấm tham dự
- – Không tồn tại ở thời điểm tương ứng
- – Chủ nhà
- ? – Không rõ

### Bảng tổng sắp huy chương
| Hạng | Đội bóng                             | Vô địch | Á quân | Hạng ba |
| ---- | ------------------------------------ | ------- | ------ | ------- |
| 1    | Hà Nội (2006)                        | 6       | 2      | 3       |
| 2    | Sông Lam Nghệ An                     | 5       | 5      | 4       |
| 3    | Thể Công                             | 4       | 2      | 3       |
| 4    | Đà Nẵng                              | 3       | 2      | 2       |
| 5    | Hoàng Anh Gia Lai                    | 2       | 1      | 4       |
| 6    | Nam Định                             | 2       | 0      | 4       |
| 7    | Khánh Hòa                            | 1       | 2      | 2       |
| 8    | PVF                                  | 1       | 1      | 1       |
| 9    | PVF–CAND                             | 1       | 1      | 0       |
| 10   | Bình Định                            | 1       | 0      | 4       |
| 11   | Đồng Nai                             | 1       | 0      | 1       |
| 12   | Học viện Nutifood                    | 1       | 0      | 0       |
| 12   | Tiền Giang                           | 1       | 0      | 0       |
| 14   | Becamex Thành phố Hồ Chí Minh        | 0       | 4      | 2       |
| 15   | Công an Thành phố Hồ Chí Minh (2025) | 0       | 3      | 3       |
| 16   | Đồng Tháp                            | 0       | 1      | 6       |
| 17   | An Giang                             | 0       | 1      | 3       |
| 18   | Long An                              | 0       | 1      | 2       |
| 19   | Hà Nội (1956)                        | 0       | 1      | 0       |
| 19   | Ninh Thuận                           | 0       | 1      | 0       |
| 19   | Vĩnh Long                            | 0       | 1      | 0       |
| 22   | Quảng Ninh                           | 0       | 0      | 3       |
| 23   | Thanh Hóa                            | 0       | 0      | 2       |
| 24   | Công an Thành phố Hồ Chí Minh (1979) | 0       | 0      | 1       |
| 24   | Hải Phòng                            | 0       | 0      | 1       |
| 24   | Hồng Lĩnh Hà Tĩnh                    | 0       | 0      | 1       |
| 24   | Quảng Nam                            | 0       | 0      | 1       |

## Vua phá lưới
| Mùa giải | Cầu thủ           | Câu lạc bộ                    | Số bàn thắng |
| -------- | ----------------- | ----------------------------- | ------------ |
| 1997     | Đặng Phương Nam   | Câu lạc bộ Quân đội           |              |
| 1998     | Đặng Phương Nam   | Câu lạc bộ Quân đội           | 4            |
| 1999     | Hà Mai Giang      | Đà Nẵng                       | 4            |
| 1999     | Phạm Ngọc Hiệp    | Gạch Đồng Tâm                 | 4            |
| 2000     | Nguyễn Ngọc Thọ   | Công an Thành phố Hồ Chí Minh | 7            |
| 2001     | Phan Thanh Hoàn   | Sông Lam Nghệ An              | 4            |
| 2002     | Huỳnh Ngọc Quang  | Gạch Đồng Tâm                 | 7            |
| 2003     | Lê Công Vinh      | Sông Lam Nghệ An              | 5            |
| 2004     | Phan Thanh Bình   | Delta Đồng Tháp               |              |
| 2005     | Trương Hoàng Vũ   | Bình Định                     | 3            |
| 2005     | Phạm Thanh Nguyên | Nam Định                      | 3            |
| 2006     | Nguyễn Tăng Tuấn  | Hoàng Anh Gia Lai             | 5            |
| 2007     | Nguyễn Quang Hải  | Khatoco Khánh Hòa             | 5            |
| 2008     | Nguyễn Đức Thiện  | Thành phố Hồ Chí Minh         | 4            |
| 2009     | Trương Công Thảo  | SHB Đà Nẵng                   | 3            |
| 2010     | Phạm Hữu Phát     | Đồng Nai                      | 3            |
| 2010     | Lê Đức Tài        | Hoàng Anh Gia Lai             | 3            |
| 2010     | Nguyễn Đình Bảo   | Sông Lam Nghệ An              | 3            |
| 2011     | Trịnh Hoài Nam    | Becamex Bình Dương            | 4            |
| 2012     | Vũ Quang Nam      | Sông Lam Nghệ An              | 5            |
| 2013     | Trần Đình Trường  | Vĩnh Long                     | 3            |
| 2014     | Hồ Phúc Tịnh      | Sông Lam Nghệ An              | 5            |
| 2015     | Phạm Văn Thành    | Hà Nội T&T                    | 7            |
| 2016     | Phạm Tuấn Hải     | Hà Nội T&T                    | 3            |
| 2016     | Lâm Ti Phông      | Sanna Khánh Hòa               | 3            |
| 2017     | Lê Văn Sơn        | Hoàng Anh Gia Lai             | 3            |
| 2017     | Phan Văn Đức      | Sông Lam Nghệ An              | 3            |
| 2018     | Phan Thanh Hậu    | Hoàng Anh Gia Lai             | 3            |
| 2019     | Trần Danh Trung   | Viettel                       | 5            |
| 2020     | Nhâm Mạnh Dũng    | Viettel                       | 4            |
| 2021     | Nguyễn Quốc Việt  | Nutifood                      | 4            |
| 2022     | Bùi Vĩ Hào        | Becamex Bình Dương            | 5            |
| 2023     | Nguyễn Gia Bảo    | PVF–CAND                      | 4            |
| 2023     | Nguyễn Ngọc Tú    | Viettel                       | 4            |
| 2024     | Nguyễn Ngọc Mỹ    | Đông Á Thanh Hóa              | 6            |